# Kusksu
Kusksu – tradycyjna maltańska zupa zrobiona głównie z bobu, małych paciorków makaronu i świeżych ġbejniet. Choć podobne w kształcie, małe paciorki makaronu, znane lokalnie jako kusksu, wyglądają jak kuskus, ale ten wydaje się być lżejszy i bardziej puszysty w fakturze. Natomiast kusksu, od którego pochodzi nazwa zupy, to „miniaturowy makaron”, który jest gęsty i idealny do gotowania na wolnym ogniu. Po ugotowaniu małe paciorki makaronu nadają zupie charakterystyczną kremową, ciepłą konsystencję, dzięki czemu idealnie nadaje się do serwowania w chłodne dni.

## Pochodzenie
Biorąc pod uwagę jej bliskie podobieństwo do kuskusu, jest prawdopodobne, że zupa kusksu powstała podczas okupacji arabskiej. Jednak pisemne dowody dotyczące tego okresu są nieliczne. Wiarygodne źródło z XVIII wieku odnosi się do makaronu w kształcie ziarna pieprzu sugerując, że makaron kusksu był podstawą diety maltańskiej.

## Składniki

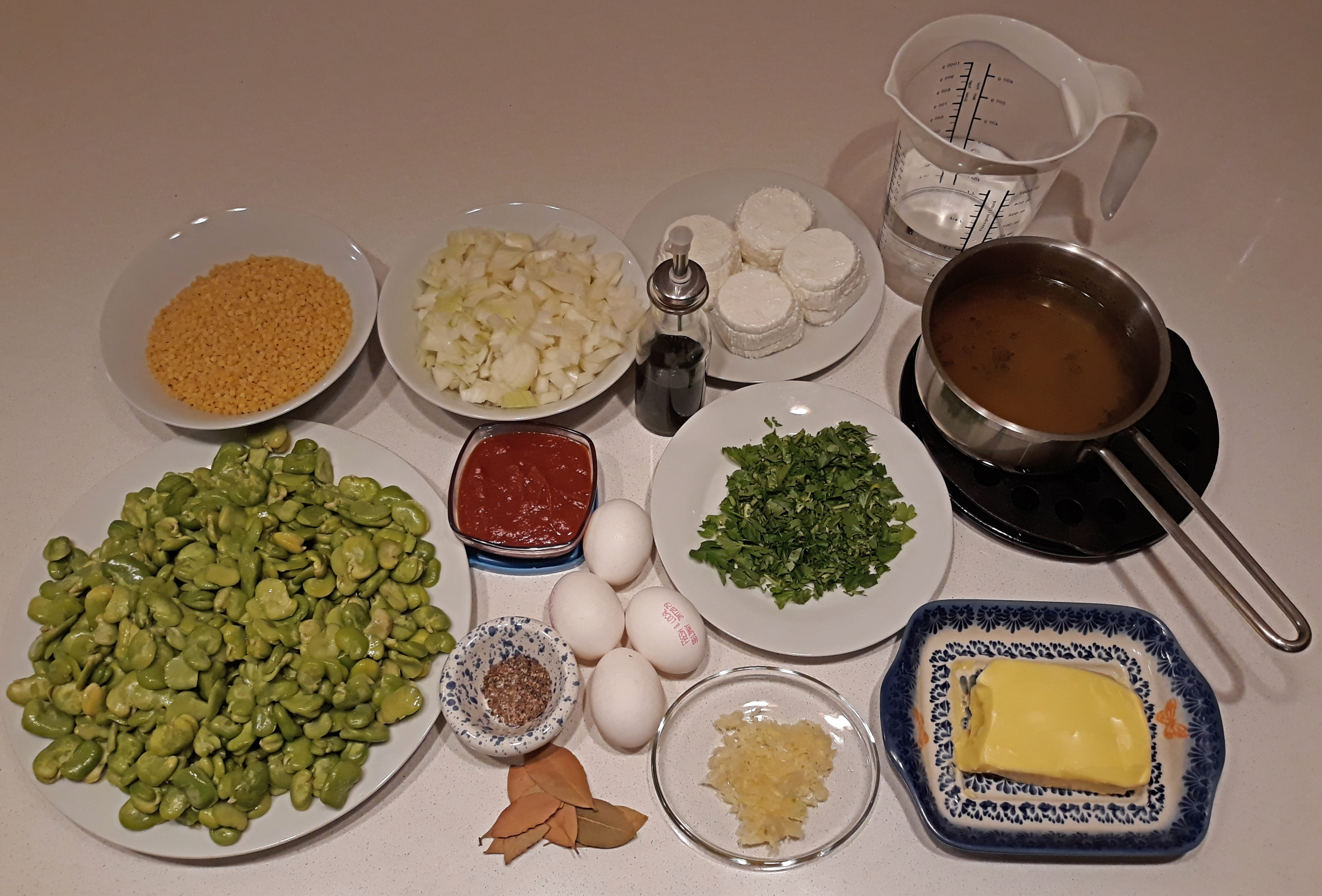
Główne składniki użyte do kusksu

Podstawowym składnikiem używanym w kusksu jest bób, znany lokalnie jako „pełny”. Bób jest dobrze przystosowany do klimatu Malty i może stać się inwazyjny, jeśli nie jest kontrolowany. Na Malcie bób jest zwykle wysiewany w grudniu, a zbierany wczesną wiosną. Jego uprawa wymaga niewielkiej opieki lub wcale, a większość maltańskich rolników nie nawadnia swoich upraw. W 2016 roku maltański krajowy urząd statystyczny podał, że na oficjalnych rynkach sprzedano 595 ton bobu. Jest to liczba, która pokazuje, dlaczego niektórzy miejscowi nazywają bób „kultową” lub „ulubioną” fasolą Malty.
Kolejnym kluczowym składnikiem są małe koraliki makaronu, znane jako kusksu. Oprócz nazwy zupy, makaron, który jest „trochę większy niż kolendra” dodaje „wspaniałą konsystencję, jak żadna inna”. Makaron kusksu, który „nie powinien być mylony z kuskusem” jest powszechnie dostępny na Malcie, jednak ten kluczowy składnik może być trudny do pozyskania na rynkach międzynarodowych. Chociaż istnieją substytuty, nie zawsze jednak ich wykorzystanie może przynieść najlepsze rezultaty.
Inne składniki, które zwykle znajdują się w kusksu, to świeży maltański ġbejna, zwykle dodawany tuż przed podaniem; obfite ilości cebuli i czosnku smażone na oleju oliwkowym lub maśle; liście laurowe; koncentrat pomidorowy; jajka, które są w tym przypadku gotowane w samej zupie, a nie oddzielnie; woda lub wywar warzywny; sól i pieprz do smaku, a pietruszka do przyozdobienia.

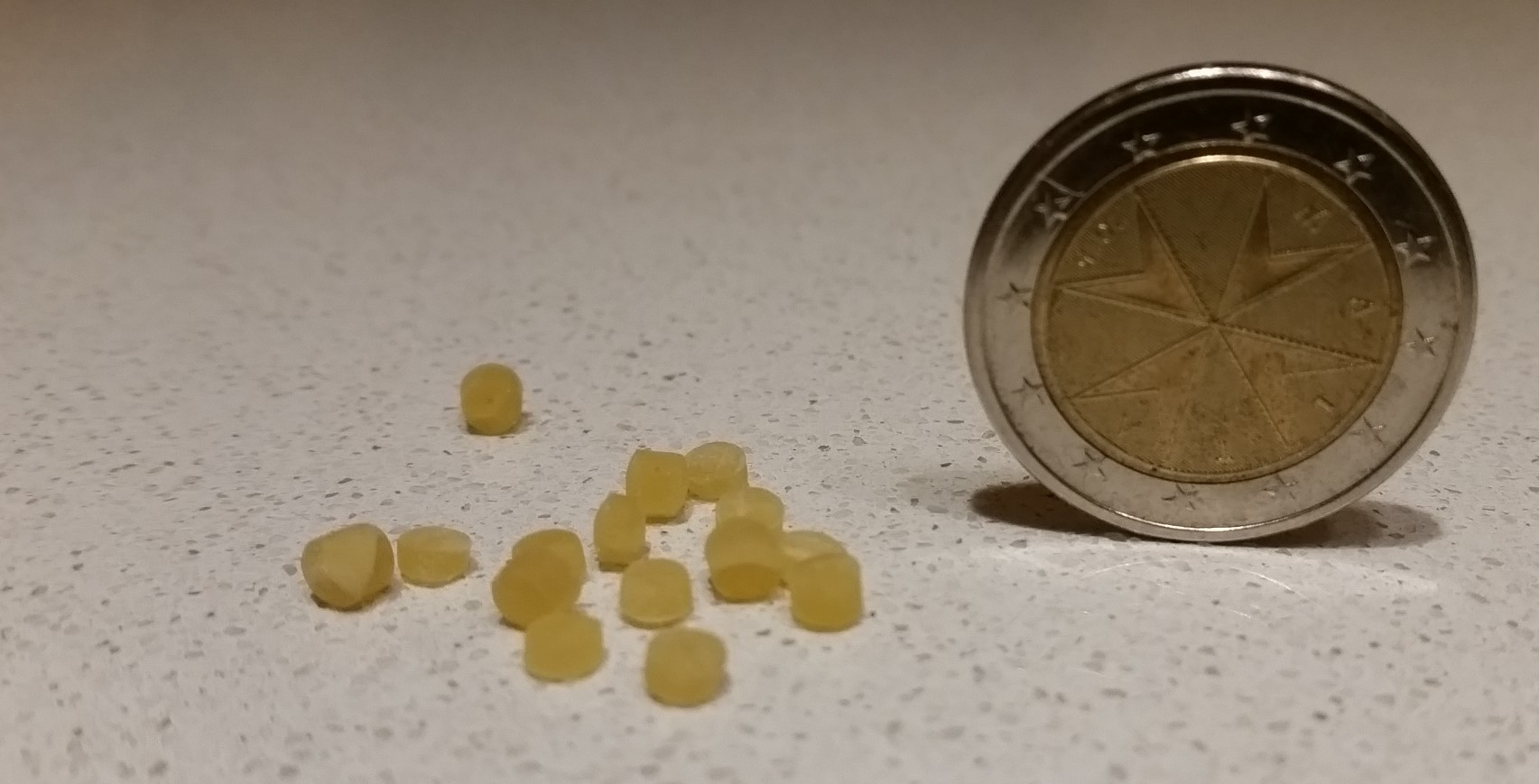
Koraliki kusksu i moneta 2 euro

## Odmiany
Istnieje wiele wersji tego popularnego dania maltańskiego. Niektóre zawierają ryby, podczas gdy inni kucharze do swojego przepisu na kusksu wprowadzają bekon, kapustę i dynię. Jednak bardziej „autentyczne”, a może „oryginalne” wersje dania, kusksu bil-ful (kusksu z bobem) mają mniej składników i są to te, które są akurat dostępne.
W 2002 roku MaltaPost wydała serię znaczków upamiętniających maltańskie potrawy; w jej skład wchodzi znaczek przedstawiający bardziej tradycyjną wersję kusksu bil-ful.